# Magdalena de Lippe
Magdalena de Lippe (Detmold, 25 de febrero de 1552-Darmstadt, 26 de febrero de 1587) era una noble alemana. Fue condesa de Lippe por nacimiento. Por su matrimonio con Jorge I de Hesse-Darmstadt, fue la primera landgravina de Hesse-Darmstadt.

## Biografía
Magdalena era la hija del conde Bernardo VIII de Lippe (1527-1563) de su matrimonio con Catalina (1524-1583), hija del conde Felipe III de Waldeck-Eisenberg.
Después de la muerte de su padre, se trasladó a la corte del landgrave Guillermo IV de Hesse-Kassel, donde estuvo considerada como una belleza natural. Aquí, conoció a Jorge. Se casaron el 17 de agosto de 1572. Guillermo pagó los costes del matrimonio. El matrimonio fue feliz. Magdalena fue considerada tan virtuosa, piadosa y benevolente, que a veces se la comparaba con Santa Isabel. Incluso escribió un libro de oraciones para sus hijos. Magdalena y su esposo establecieron la base de la biblioteca de la Universidad y el Estado de Hesse.
Murió en 1587, después de 15 años de matrimonio, a los 35 años de edad. Murió después del nacimiento de su último hijo. Fue enterrada en el coro de la iglesia ciudadana de Darmstadt. Su famoso epitafio aún puede encontrarse detrás del altar mayor. Le fue dedicado por su esposo en 1589.

## Descendencia
Magdalena y Jorge tuvieron diez hijos, de los cuales tres hijos y tres hijas alcanzaron la edad adulta:
- Felipe Guillermo (1576-1576), príncipe hereditario.
- Luis V (1577-1626), sucedió a su padre como landgrave de Hesse-Darmstadt. Se casó en 1598 con la princesa Magdalena de Brandeburgo (1582-1616).
- Cristina (1578-1596), se casó en 1595 con el conde Federico Magnus de Erbach-Fürstenau (1575-1618).
- Isabel (1579-1655), se casó en 1601 con el conde Juan Casimiro de Nassau-Weilburg-Gleiberg (1577-1602).
- María Eduvigis (1580-1582).
- Felipe III (1581-1643), landgrave de Hesse-Butzbach. Se casó primero, en 1610, con la condesa Ana Margarita de Diepholz (1580-1629); y en segundas nupcias, en 1632, con la condesa Cristina Sofía de Frisia Oriental (1600-1658).
- Ana (1583-1631), se casó en 1601 con el conde Alberto Otón de Solms-Laubach (1576-1610).
- Federico I (1585-1638), landgrave de Hesse-Homburg. Se casó en 1622 con la condesa Margarita Isabel de Leiningen-Westerburg (1604-1667).
- Magdalena (1586-1586).
- Juan (1587-1587).